# Viscount Falmouth

Wappen der Viscounts Falmouth (zweiter Verleihung)

Viscount Falmouth ist ein erblicher britischer Adelstitel, der je einmal in der Peerage of England und in der Peerage of Great Britain geschaffen wurde und der nach der Stadt Falmouth in Cornwall benannt ist.

## Verleihungen, nachgeordnete und weitere Titel
Erstmals wurde der Titel am 1. Oktober 1674 in der Peerage of England an George FitzRoy verliehen. Er war ein illegitimer Sohn König Karls II. Zusammen mit der Viscountwürde erhielt er auch den übergeordneten Titel Earl of Northumberland, sowie den nachgeordneten Titel Baron Pontefract. Am 6. April 1683 wurde er zudem zum Duke of Northumberland erhoben. Seine Titel erloschen, als er am 3. Juli 1716 kinderlos starb.
In zweiter Verleihung wurde am 9. Juni 1720 in der Peerage of Great Britain für den Unterhausabgeordneten Hugh Boscawen neu geschaffen. Zusammen mit der Viscountwürde wurde ihm auch der Titel Baron Boscawen-Rose verliehen. Sein Urenkel, der 4. Viscount, wurde am 14. Juli 1821 darüber hinaus zum Earl of Falmouth erhoben. Der Earlstitel erlosch beim Tod von dessen Sohn dem 2. Earl, die übrigen Titel erbte ein Cousin als 6. Viscount Falmouth. Dessen Sohn, der 7. Viscount, erbte 1892 von seiner Mutter auch den Titel 18. Baron le Despencer, der 1264 in der Peerage of England geschaffen wurde. Heutiger Inhaber der Titel ist Evelyn Boscawen als 10. Viscount.

## Liste der Viscounts Falmouth

### Viscounts Falmouth, erste Verleihung (1674)
- George FitzRoy, 1. Duke of Northumberland, 1. Viscount Falmouth (1665–1716)

### Viscounts Falmouth, zweite Verleihung (1720)
- Hugh Boscawen, 1. Viscount Falmouth (um 1680–1734)
- Hugh Boscawen, 2. Viscount Falmouth (1707–1782)
- George Boscawen, 3. Viscount Falmouth (1758–1808)
- Edward Boscawen, 1. Earl of Falmouth, 4. Viscount Falmouth (1787–1841)
- George Boscawen, 2. Earl of Falmouth, 5. Viscount Falmouth (1811–1852)
- Evelyn Boscawen, 6. Viscount Falmouth (1819–1889)
- Evelyn Boscawen, 7. Viscount Falmouth (1847–1918)
- Evelyn Boscawen, 8. Viscount Falmouth (1887–1962)
- George Boscawen, 9. Viscount Falmouth (1919–2022)
- Evelyn Boscawen, 10. Viscount Falmouth (* 1955)

Voraussichtlicher Titelerbe (Heir Apparent) ist der Sohn des aktuellen Titelinhabers, Evelyn George Boscawen (* 1979).